# خليط التغذية

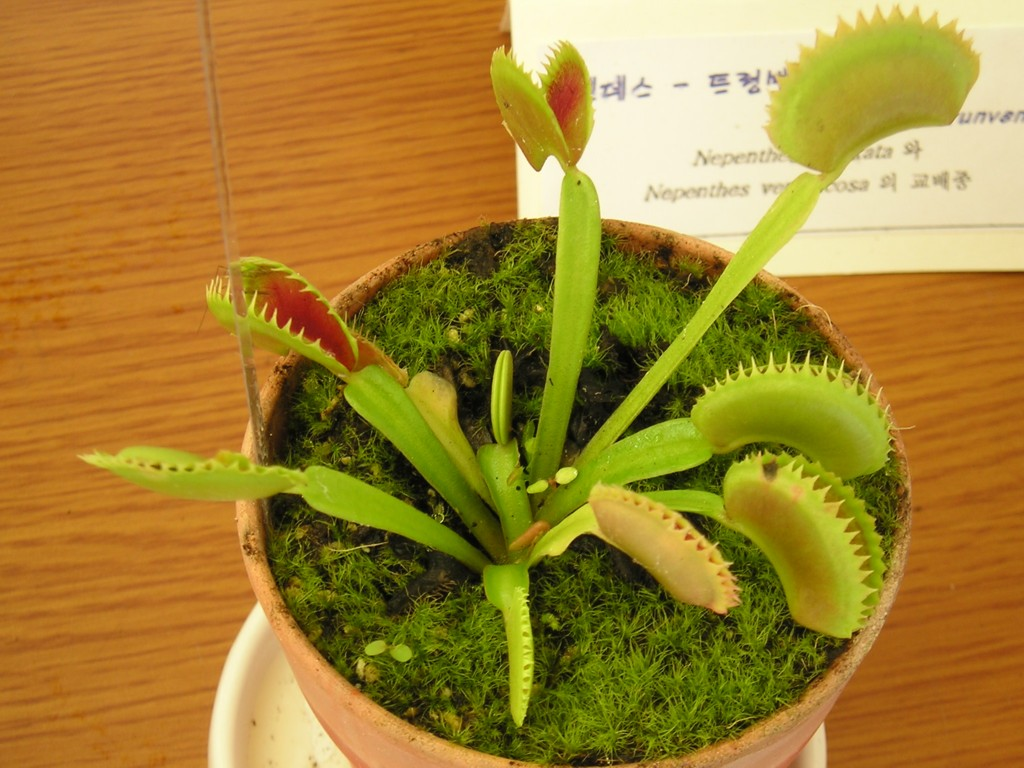

خليط التغذية هو كائن حي يمكنه استخدام مزيج من مصادر الطاقة والكربون المختلفة. التبادلات المتاحة بين ضوئي التغذية وكيميائي التغذية، وبين جمادي التغذية وعضوي التغذية، وبين ذاتي التغذية وغيري التغذية أو الجمع بينها. وقد تكون الكائنات خليطة التغذية حقيقية النواة أو بدائية النواة.

ويمكنها الاستفادة من ظروف بيئية مختلفة.
إذا كان الوضع الغذائي أساسيًا، فمن الضروري دائمًا المحافظة على النمو والاستمرارية؛ وإذا كان اختياريًا، فيمكن استخدامه كمصدر تكميلي. بعض الكائنات الحية لها دورات كالفن غير كاملة، لذا لا تكون قادرة على تثبيت ثاني أكسيد الكربون وعليها استخدام مصادر الكربون العضوي.

## أمثلة
- بانتوتروفس هي نوع من البكتيريا التي تعيش مثل كائن كيميائي عضوي غيري التغذية، حيث توجد مجموعة متنوعة من المركبات العضوية التي يمكنها إتمام عملية الأيض. كما يمكن حدوث عملية الأيض الاختيارية لكيميائية جمادي التغذية، كما هو واضح في بكتيريا الكبريت عديمة اللون (بعض البكتيريا الكبريتية)، حيث تتأكسد مركبات الكبريت مثل كبريتيد الهيدروجين، والكبريت الأولي أو الثيوسلفات إلى كبريتات. ومركبات الكبريت هي بمثابة الجهات المانحة للإلكترون وتُستهلك لإنتاج إيه تي بي. ومصدر الكربون لهذه الكائنات الحية يمكن أن يكون ثاني أكسيد الكربون (ذاتية التغذية) أو الكربون العضوي (غيري التغذية).[3][4][5]
 قد تحدث التغذية العضوية الغيرية في ظل الظروف الهوائية أو لا هوائية؛ تحدث التغذية الجمادي الذاتية في الظروف الهوائية.[6][7]
- العديد من الأمثلة على جنس الحنديرة.
- الدبور الشرقي الدبور الأحمر
- فينوس صائد الذباب ديونيا ماسكيبولا

## وصلات خارجية
- Troost TA, Kooi BW, Kooijman SA (فبراير 2005). "When do mixotrophs specialize? Adaptive dynamics theory applied to a dynamic energy budget model". Math Biosci. ج. 193 ع. 2: 159–82. DOI:10.1016/j.mbs.2004.06.010. PMID:15748728.{{استشهاد بدورية محكمة}}:  صيانة الاستشهاد: أسماء متعددة: قائمة المؤلفين (link)
- Sanders, Robert W. Mixotrophic Nutrition of Phytoplankton: Venus Fly Traps of the microbial world. Temple University.